# Liste des ascensions du Tour de France 2017
La liste des ascensions du Tour de France 2017 répertorie les cols et côtes empruntés par les coureurs lors de la 104e édition de la course cycliste par étape du Tour de France.

## Présentation
Un total de 53 ascensions sont répertoriées pour l'édition 2017 : 7 classées hors catégorie, 11 de première catégorie, 5 de deuxième, 14 de troisième et 16 de quatrième.
Le point culminant est atteint au col du Galibier entre les départements de la Savoie et des Hautes-Alpes, lors de la 17e étape. Le Souvenir Henri-Desgrange y est décerné.
Le Français Warren Barguil remporte le classement du meilleur grimpeur à l'issue de la course.

## Liste
| Ascension                                | Catégorie | Département                          | Massif montagneux  | Altitude | Étape | Coureur en tête au sommet |
| ---------------------------------------- | --------- | ------------------------------------ | ------------------ | -------- | ----- | ------------------------- |
| Côte de Grafenberg                       | 4e        | Bade-Wurtemberg                      |                    | 102 m    | 2e    | Taylor Phinney            |
| Côte d'Olne                              | 4e        | province de Liège                    |                    | 259 m    | 2e    | Taylor Phinney            |
| Côte de Sart                             | 4e        | province de Liège                    |                    | 548 m    | 3e    | Nathan Brown              |
| Côte de Wiltz                            | 4e        | Canton de Wiltz                      |                    | 463 m    | 3e    | Nils Politt               |
| Côte d'Eschdorf                          | 3e        | Canton de Wiltz                      |                    | 492 m    | 3e    | Nathan Brown              |
| Côte de Villers-la-Montagne              | 4e        | Meurthe-et-Moselle                   |                    | 412 m    | 3e    | Lilian Calmejane          |
| Côte des Religieuses - Longwy            | 3e        | Meurthe-et-Moselle                   |                    | 380 m    | 3e    | Peter Sagan               |
| Col des Trois-Fontaines                  | 4e        | Meurthe-et-Moselle                   | Vosges             | 472 m    | 4e    | Guillaume Van Keirsbulck  |
| Côte d'Esmoulières                       | 3e        | Haute-Saône                          | Vosges             | 572 m    | 5e    | Jan Bakelants             |
| La Planche des Belles Filles             | 1e        | Territoire de Belfort/Haute-Saône    | Vosges             | 1 025 m  | 5e    | Fabio Aru                 |
| Côte de Langres                          | 4e        | Haute-Marne                          | Plateau de Langres | 463 m    | 6e    | Perrig Quéméneur          |
| Côte de la colline Sainte-Germaine       | 4e        | Aube                                 |                    | 309 m    | 6e    | Perrig Quéméneur          |
| Côte d'Urcy                              | 4e        | Côte-d'Or                            |                    | 416 m    | 7e    | Maxime Bouet              |
| Col de la Joux                           | 3e        | Jura                                 | Jura               | 1 039 m  | 8e    | Warren Barguil            |
| Côte de Viry                             | 2e        | Jura                                 | Jura               | 751 m    | 8e    | Warren Barguil            |
| Côte de la Combe de Laisia - Les Molunes | 1e        | Jura                                 | Jura               | 1 195 m  | 8e    | Lilian Calmejane          |
| Côte des Neyrolles                       | 2e        | Ain                                  |                    | 830 m    | 9e    | Thibaut Pinot             |
| Col de Bérentin                          | 3e        | Ain                                  | Jura               | 1 182 m  | 9e    | Thibaut Pinot             |
| Côte de Franclens                        | 3e        | Haute-Savoie                         |                    | 476 m    | 9e    | Thomas De Gendt           |
| Col de la Biche - Croix de Famban        | HC        | Ain                                  | Jura               | 1 315 m  | 9e    | Primož Roglič             |
| Col du Grand Colombier                   | HC        | Ain                                  | Jura               | 1 486 m  | 9e    | Warren Barguil            |
| Côte de Jongieux                         | 4e        | Savoie                               |                    | 415 m    | 9e    | Jan Bakelants             |
| Relais du Mont du Chat                   | HC        | Savoie                               | Jura               | 1 460 m  | 9e    | Warren Barguil            |
| Côte de Domme                            | 4e        | Dordogne                             |                    | 203 m    | 10e   | Élie Gesbert              |
| Côte du Buisson-de-Cadouin               | 4e        | Dordogne                             |                    | 189 m    | 10e   | Élie Gesbert              |
| Côte d'Aire-sur-l'Adour                  | 4e        | Landes                               |                    | 150 m    | 11e   | Frederik Backaert         |
| Côte de Capvern                          | 4e        | Hautes-Pyrénées                      | Pyrénées           | 592 m    | 12e   | Thomas de Gendt           |
| Col des Ares                             | 2e        | Haute-Garonne                        | Pyrénées           | 804 m    | 12e   | Thomas de Gendt           |
| Col de Menté                             | 1e        | Haute-Garonne                        | Pyrénées           | 1 332 m  | 12e   | Michael Matthews          |
| Port de Balès                            | HC        | Hautes-Pyrénées/Haute-Garonne        | Pyrénées           | 1 747 m  | 12e   | Steve Cummings            |
| Col de Peyresourde                       | 1e        | Hautes-Pyrénées/Haute-Garonne        | Pyrénées           | 1 576 m  | 12e   | Mikel Nieve               |
| Peyragudes                               | 2e        | Hautes-Pyrénées/Haute-Garonne        | Pyrénées           | 1 531 m  | 12e   | Romain Bardet             |
| Col de Latrape                           | 1e        | Ariège                               | Pyrénées           | 1 131 m  | 13e   | Alessandro De Marchi      |
| Col d'Agnes                              | 1e        | Ariège                               | Pyrénées           | 1 583 m  | 13e   | Alberto Contador          |
| Mur de Péguère                           | 1e        | Ariège                               | Pyrénées           | 1 359 m  | 13e   | Warren Barguil            |
| Côte du Viaduc du Viaur                  | 3e        | Tarn/Aveyron                         |                    | 473 m    | 14e   | Thomas De Gendt           |
| Côte de Centrès                          | 3e        | Aveyron                              | Massif Central     | 526 m    | 14e   | Thomas De Gendt           |
| Montée de Naves d'Aubrac                 | 1e        | Aveyron                              | Massif Central     | 1 134 m  | 15e   | Warren Barguil            |
| Côte de Vieurals                         | 3e        | Aveyron                              | Massif Central     | 1 380 m  | 15e   | Warren Barguil            |
| Col de Peyra Taillade                    | 1e        | Haute-Loire                          | Massif Central     | 1 169 m  | 15e   | Warren Barguil            |
| Côte de Saint-Vidal                      | 4e        | Haute-Loire                          | Massif Central     | 850 m    | 15e   | Bauke Mollema             |
| Côte de Boussoulet                       | 3e        | Haute-Loire                          | Massif Central     | 1 198 m  | 16e   | Thomas de Gendt           |
| Col du Rouvey                            | 4e        | Ardèche                              | Massif Central     | 1 246 m  | 16e   | Warren Barguil            |
| Col d'Ornon                              | 2e        | Isère                                | Alpes              | 1 377 m  | 17e   | Michael Matthews          |
| Col de la Croix-de-Fer                   | HC        | Savoie                               | Alpes              | 2 056 m  | 17e   | Thomas De Gendt           |
| Col du Télégraphe                        | 1e        | Savoie                               | Alpes              | 1 556 m  | 17e   | Primož Roglič             |
| Col du Galibier Souvenir Henri Desgrange | HC        | Savoie/Hautes-Alpes                  | Alpes              | 2 623 m  | 17e   | Primož Roglič             |
| Côte des Demoiselles Coiffées            | 3e        | Hautes-Alpes                         | Alpes              | 1 017 m  | 18e   | Thomas De Gendt           |
| Col de Vars                              | 1e        | Hautes-Alpes/Alpes-de-Haute-Provence | Alpes              | 2 098 m  | 18e   | Alexey Lutsenko           |
| Col d'Izoard                             | HC        | Hautes-Alpes                         | Alpes              | 2 361 m  | 18e   | Warren Barguil            |
| Col Lebraut                              | 3e        | Hautes-Alpes                         | Alpes              | 1 116 m  | 19e   | Romain Sicard             |
| Côte de Bréziers                         | 3e        | Hautes-Alpes                         | Alpes              | 857 m    | 19e   | Romain Hardy              |
| Col du Pointu                            | 3e        | Vaucluse                             | Alpes              | 496 m    | 19e   | Romain Sicard             |

## Classement final du Grand Prix de la montagne

Portrait des trois premiers
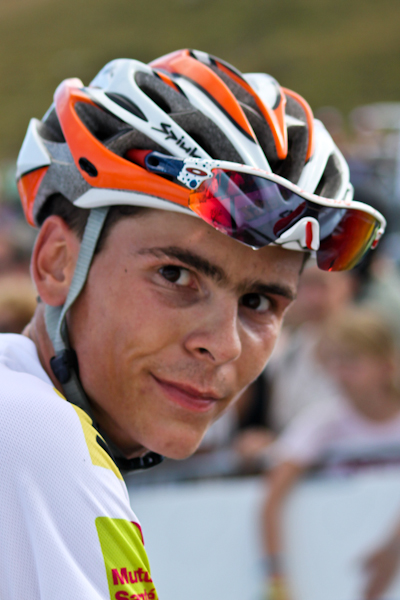
1. Warren Barguil
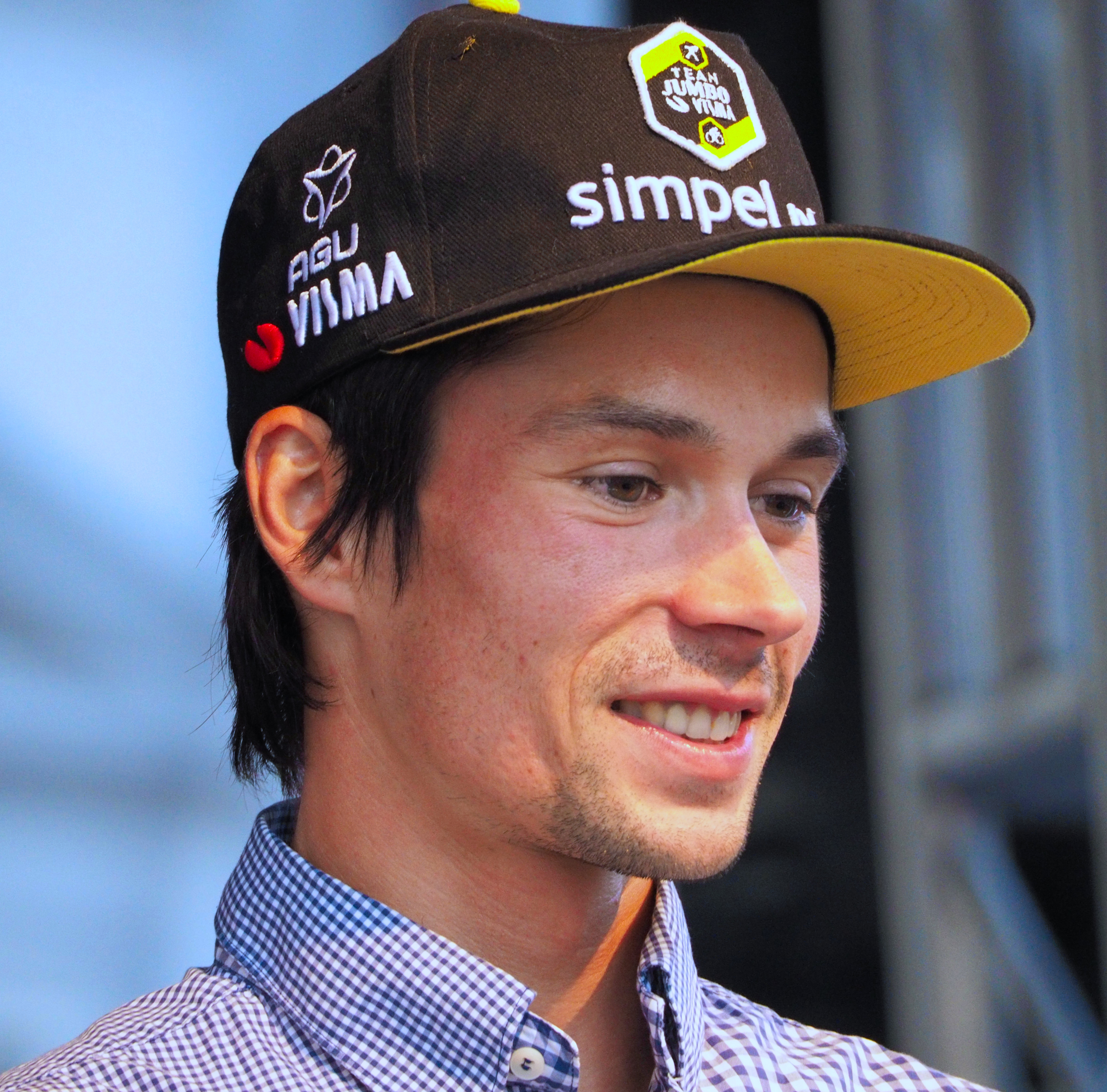
2. Primož Roglič
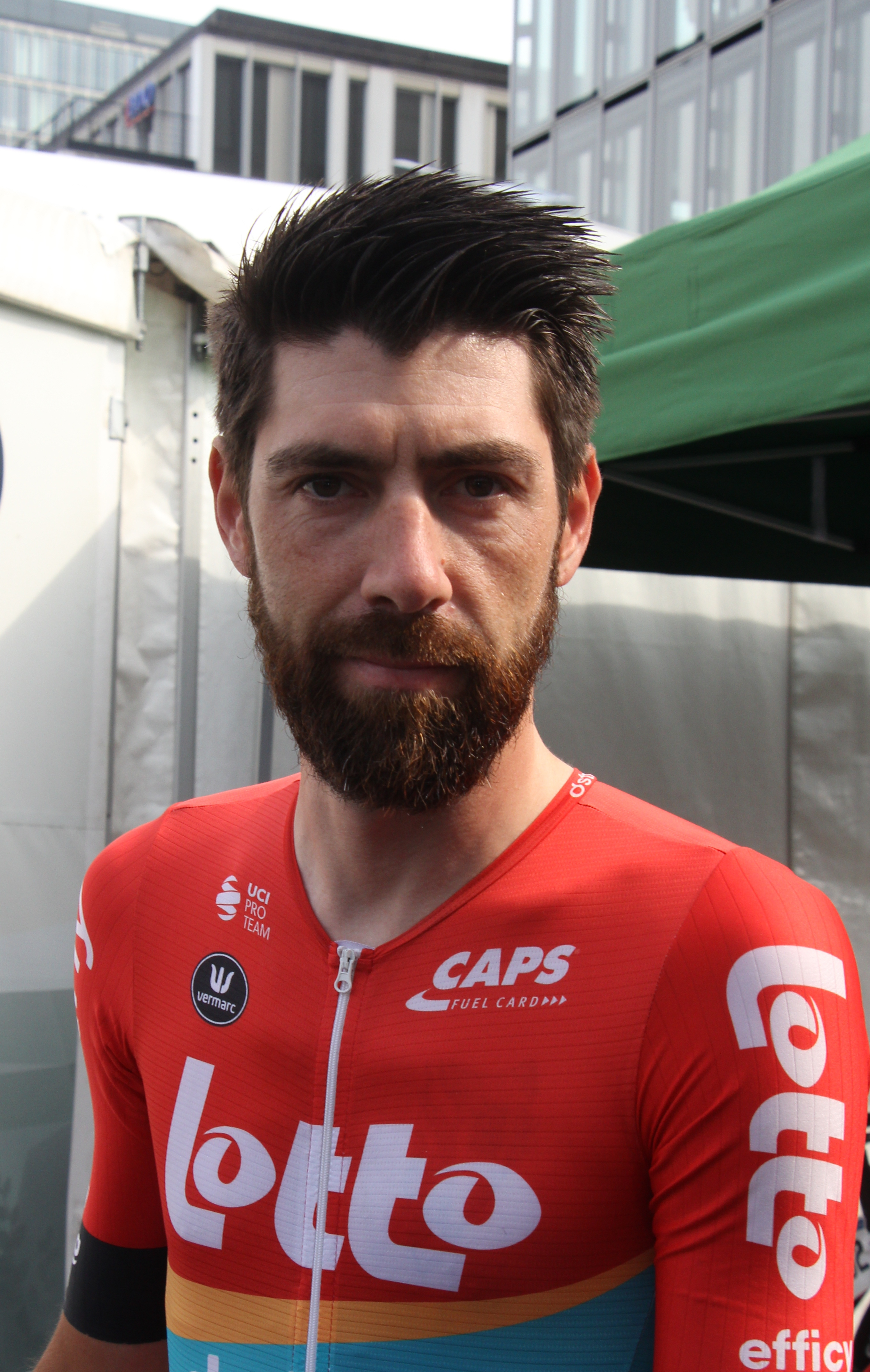
3. Thomas De Gendt

| Classement de la montagne | Classement de la montagne | Classement de la montagne | Classement de la montagne | Classement de la montagne |
| Coureur                   | Coureur                   | Pays                      | Équipe                    | Points                    |
| ------------------------- | ------------------------- | ------------------------- | ------------------------- | ------------------------- |
| 1er                       | Warren Barguil            | France                    | Team Sunweb               | 169 pts                   |
| 2e                        | Primož Roglič             | Slovénie                  | LottoNL-Jumbo             | 80 pts                    |
| 3e                        | Thomas De Gendt           | Belgique                  | Lotto-Soudal              | 64 pts                    |
| 4e                        | Darwin Atapuma            | Colombie                  | UAE Team Emirates         | 55 pts                    |
| 5e                        | Christopher Froome        | Royaume-Uni               | Team Sky                  | 51 pts                    |
| 6e                        | Romain Bardet             | France                    | AG2R La Mondiale          | 47 pts                    |
| 7e                        | Mikel Landa               | Espagne                   | Team Sky                  | 45 pts                    |
| 8e                        | Bauke Mollema             | Pays-Bas                  | Trek-Segafredo            | 37 pts                    |
| 9e                        | Alberto Contador          | Espagne                   | Trek-Segafredo            | 36 pts                    |
| 10e                       | Serge Pauwels             | Belgique                  | Dimension Data            | 32 pts                    |